# 보드워크 브라운
캐럴 윌리엄 "보드워크" 브라운(Carroll William "Boardwalk" Brown, 1889년 2월 20일 ~ 1977년 2월 8일)은 미국의 전 프로 야구 선수로, 1910년대에 메이저 리그 베이스볼 (MLB)에서 투수로 활약하였다. 5시즌 동안 필라델피아 애슬레틱스, 뉴욕 양키스에서 뛰었다. 통산 133경기에 출전해 731⅓이닝을 던지며 40승 39패, 42완투, 6완봉, 3.47의 평균자책점을 기록하였다.